# Тарсия
Та̀рсия (на италиански: Tarsia) е село и община в Южна Италия, провинция Козенца, регион Калабрия. Разположено е на 192 m надморска височина. Населението на общината е 2137 души (към 2012 г.).